# Argus (langage de programmation)
 (février 2025).
Si vous disposez d'ouvrages ou d'articles de référence ou si vous connaissez des sites web de qualité traitant du thème abordé ici, merci de compléter l'article en donnant les références utiles à sa vérifiabilité et en les liant à la section « Notes et références ».
Pour les articles homonymes, voir Argus.
L’Argus est un langage de programmation créé au MIT par Barbara Liskov entre 1982 et 1988, en collaboration avec Maurice Herlihy, Paul Johnson, Robert Scheifler et William Weihl. Il s'agit d'une extension du langage CLU et utilise la plupart de sa syntaxe et de sa sémantique. Argus a été conçu pour prendre en charge la création de programmes distribués, en encapsulant leurs procédures dans des objets appelés gardiens, et en prenant en charge des opérations atomiques appelées actions.  